# Caranx lugubris
Caranx lugubris ist ein Meeresfisch aus der Familie der Stachelmakrelen. Ihre englische Bezeichnung lautet Black jack oder Black trevally.

## Beschreibung
Caranx lugubris ist oliv-bräunlich bis gräulich-schwarz auf der Oberseite des Körpers, darunter wird die Färbung heller und färbt sich gräulich-blau. Die Flossen sind Dunkel-grau bis schwarz. 
Sie besitzt einen fast ovalen, seitlich etwas zusammengedrückten Körper mit einem gewölbten Rücken. Ihr Kopf verläuft zwischen Schnauze und Stirn konkav, sein Kopf erscheint fast eckig.
Der Maul ist im Vergleich anderer Arten dieser Gattung sehr groß. Caranx lugubris kann eine Länge von ca. 100 cm und ein Gewicht von ca. 18 kg erreichen, es wurde sogar von einem über 200 cm großen Fang berichtet.
Diese Art hat insgesamt 23 bis 30 Kiemenrechen und es sind 24 Wirbel vorhanden. Bei der geteilte Rückenflosse besteht die erste Hälfte aus 8 Hartstrahlen und die zweite aus einem Hartstrahl und 20 bis 22 Weichstrahlen, die Schwanzflosse ist tief gegabelt, der Schwanzstiel ist schlank. Der Oberkiefer enthält eine Reihe starker äußerer Zähne mit einem inneren Band kleinerer Zähne, während der Unterkiefer eine einzelne Reihe weit auseinanderliegender konischer Zähne enthält.
- Flossenformel: Dorsale (gesamt) IX/20-22, Anale III/16-19

## Fortpflanzung
Über die Fortpflanzungsbiologie von Caranx lugubris liegen zurzeit keine gesicherten Informationen vor. Doch man geht davon aus, Weibchen erreichen ihre Geschlechtsreife mit einer Länge von ca. 35 cm, Männchen mit einer Länge von ca. 38-39 cm.

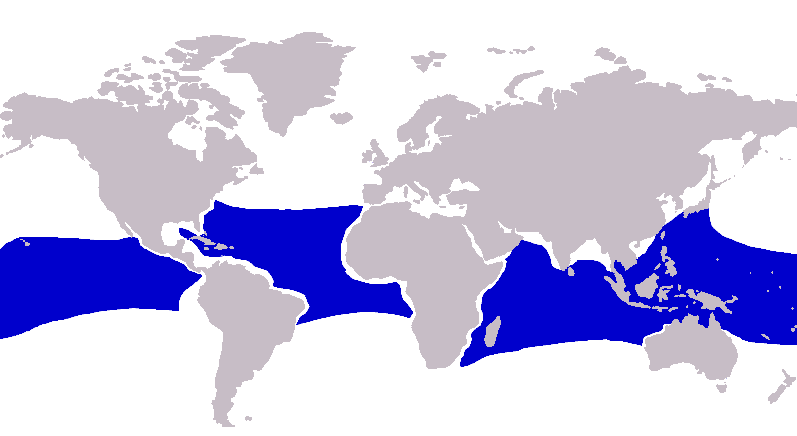

## Lebensraum
Caranx lugubris ist zirkumtropisch verbreitet: die Reichweite erstreckt sich um die äquatorialen Ozeane der Erde und die Art bewohnt damit die tropischen und  subtropischen  Regionen des Atlantiks, Pazifiks und Indischen Ozeans. Sie bevorzugt klare Küstengewässer, tiefe Riffe und man findet sie auch in Wassertiefen von 12 - 350 Metern.

## Lebensweise
Caranx lugubris lebt sowohl solitär als auch in Schulen von bis zu 30 Tieren. Es ist auch bekannt, dass diese Art Spinnerdelfinen folgt, um sich von ihren Exkrementen zu ernähren.
Caranx lugubris ist ein nachtaktiver Raubfisch, der sich hauptsächlich von Fischen, und Krustentieren und Mollusken (Weichtieren) ernährt.